# Komisija za nadzor lastninskega preoblikovanja in privatizacije Državnega zbora Republike Slovenije
Komisija za nadzor lastninskega preoblikovanja in privatizacije je bivša komisija Državnega zbora Republike Slovenije.
Predhodna komisija je bila Komisija za spremljanje in nadzor lastninskega preoblikovanja družbene lastnine.

## Sestava
2. državni zbor Republike Slovenije
- izvoljena: 16. januar 1997
- predsednik: Izidor Rejc
- podpredsednik: Franci Rokavec
- člani: Josip Bajc, Polonca Dobrajc (do 17. decembra 1997), Metod Dragonja (do 27. februarja 1997), Andrej Gerenčer, Benjamin Henigman, Branko Janc (od 15. maja 1997), Franc Jazbec, Ivan Kebrič, Alojz Kovše (do 3. aprila 1997), Peter Petkovič (od 25. maja 1997), Miran Potrč, Bogomir Špiletič, Jožef Špindler, Alojz Vesenjak, Jože Zagožen, Josip Zimšek
- funkcija člana: Jože Lenič (25. marec-15. maj 1997), Peter Petrovič (23. april-25. julij 1997)